# Gustave Aimard
Gustave Aimard, pseudònim d'Olivier Gloux (13 de setembre de 1818, París, França - 20 de juny de 1883) fou un escriptor francès, autor de novel·les d'aventures publicades sobretot en folletó a Le Moniteur universel, a La Presse i a La Liberté. Mo es coneixen els pares de Gustave Aimard. El seu nom vertader era Olivier Aimard, però més endavant va adoptar el nom de Gustave. És després de morir que va descobrir-se que el seu pare es deia Sébastiani, que després d'haver estat general, va ser ambaixador i ministre. Segons el New York Times del 9 de juliol de 1883 la seva mare es deia Félicité de Faudoas, casada amb Anne Jean Marie René Savary, duc de Rovigo. Abandonat pels seus pares, va escapar amb 9 anys de la casa de la seva família adoptiva, els Gloux, i va començar a treballar com a mosso en un vaixell. Va desembarcar a la Patagònia, des d'on va arribar fins a l'Amèrica del Nord, on va dur una vida d'aventures, sobretot com a cercador d'or i com a tramper. Va allistar-se a la marina el 1835 abans de desertar quatre anys més tard durant una escala a Xile. Va casar-se amb una comanxe, i aleshores comença a viatjar a Europa i al Caucas.